# كريستيان كواكو
كريستيان كواكو (بالسويدية: Christian Kouakou)‏ (20 أبريل 1995 بستوكهولم في السويد - ) هو لاعب كرة قدم سويدي في مركز الهجوم. شارك مع منتخب السويد تحت 17 سنة لكرة القدم ومنتخب السويد تحت 19 سنة لكرة القدم. أما مع النوادي، فقد لعب مع أيك سولنا ونادي برومابويكارنا وAkropolis IF ‏ وMjällby AIF ‏.

## روابط خارجية
- كريستيان كواكو على موقع اتحاد السويد (السويدية)
- كريستيان كواكو على موقع قاعدة بيانات كرة القدم.إي يو (الإنجليزية)
- كريستيان كواكو على موقع Soccerway.com (الإنجليزية)
- كريستيان كواكو على موقع عالم كرة القدم.نت (الإنجليزية)